# Relations entre la Lituanie et la Roumanie
Les relations entre la Lituanie et la Roumanie sont établies le 26 août 1924. La Roumanie a reconnu l'indépendance de la Lituanie vis-à-vis de l'URSS le 26 août 1991 et les relations diplomatiques ont été restaurées le 13 septembre de la même année. La Lituanie a une ambassade à Bucarest tandis que la Roumanie a une ambassade à Vilnius. Les deux pays sont membres de l'Union européenne, de l'Organisation pour la sécurité et la coopération en Europe et de l'Organisation du traité de l'Atlantique nord (OTAN).

## Visites d'État
- 1994 : visite du président roumain Ion Iliescu à Vilnius afin de signer le traité d'amitié et de coopération entre la Roumanie et la République de Lituanie.
- 1995 : visite du président lituanien Algirdas Brazauskas à Bucarest.
- 1995 : visite du président du parlement roumain à Vilnius.
- 1998 : visite de Vytautas Landsbergis, porte-parole du parlement lituanien, à Bucarest.
- 2001 : visite du président roumain Ion Iliescu en novembre en Lituanie. Il est décoré de l'Ordre de Vytautas le Grand par le président lituanien Valdas Adamkus à la suite de son engagement dans le processus de développement des relations bilatérales.